# Кас ван де Пол
Кас ван де Пол (нидерл. Cas van de Pol; род. 20 февраля 1996, Тилбург) — нидерландский аниматор-фрилансер и ютубер, наиболее известный своими комедийными анимационными видео. Ван де Пол выкладывает их на YouTube-канал «Cas van de Pol», на котором насчитывается более 5,5 миллионов подписчиков.

## Биография
Ван де Пол родился в Тилбурге 20 февраля 1996. Учился в средней школе 2College. Получил среднее профессиональное образование в области анимации в Колледже Конинга Виллема I в Хертогенбосе. В интервью Cartoon Brew Кас ван де Пол также сообщил, что почти все знания об анимации он получил дома или во время стажировок в анимационных студиях Klomp! Animation и Frame Order.
Ван де Пол начал снимать видео на YouTube, когда запустил свой первый канал, полностью посвящённый созданию анимационных видеороликов про видеоигру Minecraft. После того, как он ушёл с этого канала, в 2014 году он запустил свой нынешний канал на YouTube со своим первым видео «Colorfight». После того, как он закончил MBO, по словам Каса ван де Пола, у него уже была приличная аудитория. После первого успеха он решил дальше выкладывать на постоянной основе видео на YouTube в течение года, что в итоге и продолжил делать.
В 2018 году он начал снимать «The Ultimate Recap» — серию коротких анимационных видео, в которых сатирически обыгрываются фильмы, мультфильмы, сериалы или компьютерные игры. Кас Ван де Пол также упоминает, что его видео не предназначены для детей из-за физического насилия и взрослых тем, которые часто появляются в его мультфильмах. Сериал дебютировал, когда он загрузил краткий пересказ «Аватара: Легенды об Аанге». Когда он загрузил своё третье видео из серии о «Короле Льве», оно стало вирусным, а мультфильм набрал более 60 миллионов просмотров. В начале 2022 года Кас ван де Пол представил более короткие 1-минутные версии пересказов сюжета для YouTube Shorts.
По состоянию на декабрь 2023 года YouTube-канал аниматора приносит от 114 до 913 тысяч долларов в месяц с помощью AdSense.
На нидерландском языке ван де Пол в основном активен на платформе Twitch, но у него также есть голландский канал на YouTube под названием «Kas van de Pol».